# Raphia sudanica
Raphia sudanica är en enhjärtbladig växtart som beskrevs av Auguste Jean Baptiste Chevalier. Raphia sudanica ingår i släktet Raphia och familjen Arecaceae. Inga underarter finns listade i Catalogue of Life.